# Dalby församling, Karlstads stift
Dalby församling var en församling i Karlstads stift och i Torsby kommun i Värmlands län. Församlingen uppgick 2010 i Övre Älvdals församling.

## Administrativ historik
Församlingen har medeltida ursprung. 1831 utbröts Södra Finnskoga församling och Norra Finnskoga församling.
Församlingen ingick till 1636 i ett äldre Älvdals pastorat bestående av Ekshärads, Norra Råda, Dalby och Ny församlingar. Från 1636 till 1686 var församlingen annexförsamling i pastoratet Ny och Dalby. Från 1686 till 1 maj 1820 annexförsamling i pastoratet Ekshärad, Norra Råda, Dalby, Ny och Sunnemo som från 1789 även omfattade Gustav Adolfs församling. Från 1 maj 1820 till 1 maj 1873 moderförsamling i pastoratet Ny och Dalby som från 1831 även omfattade Norra och Södra Finnskoga församlingar. Från 1 maj 1873 till 1988 utgjorde församlingen ett eget pastorat för att därefter till 1996 vara moderförsamling i pastoratet Dalby och Norra Finnskoga. Från 1996 till 2010 ingick församlingen i Övre Älvdals pastorat där även ingick Södra och Norra Finnskoga församlingar och Norra Ny-Nyskoga församling (före 2002 Norra Ny och Nyskoga församlingar). Församlingen uppgick 2010 i Övre Älvdals församling.

## Organister
| Period    | Namn                  | Levnadstid | Övrigt   |
| --------- | --------------------- | ---------- | -------- |
| 1860-1888 | Emil Ekblom           | 1838-1923  | Organist |
| 1861-1888 | Per Modén (den yngre) | 1830-1888  | Organist |

## Kyrka
- Dalby kyrka